# 聯寇抗清
聯寇抗清指的是南明时期，弘光政权被清军消灭后，南明政权开始采取联合各地农民军一起抗清的事情。
南明弘光政权建立初期采取联虏平寇的策略想借助清军来消灭中原地区的农民军，没想到清军却以代明“复仇”为名推行灭明之策，导致弘光政权被清军消灭。而清军入关以后一方面要对付李自成、张献忠的农民军，另一方面要对付南明政权，而李自成的被杀和弘光政权的覆灭使得农民军和南明诸政权开始走向联合，一起来抵抗清军。隆武政权以后，南明改变方针，由「联虏平寇」转为联合农民军共同抗清的「聯寇抗清」 。
但是后期因为南明政权内部不和逐步被清军分化瓦解，农民军和南明诸政权纷纷被清军消灭。